# Gabriele Wittek
Gabriele Wittek (geb. Maden; * 7. Oktober 1933 in Wertingen; † 7. September 2024) war die Gründerin und Leiterin der neuen religiösen Bewegung Universelles Leben, die sich vor 1984 als Heimholungswerk Jesu Christi bezeichnete. Von der Organisation und deren Anhängern wird sie als Prophetin und „Posaune Gottes“ bezeichnet.

## Leben und Wirken

### Kindheit, Jugend und Ehe
Wittek wurde am 7. Oktober 1933 als Tochter eines Schneidermeisters in Wertingen geboren. Nach der Pflichtschule absolvierte sie eine Lehre als Kontoristin und arbeitete in dieser Tätigkeit nach der Gesellenprüfung in München. Wittek war seit 1955 verheiratet, aus der Ehe ging eine Tochter hervor. Das Paar trennte sich zu Beginn der 1980er Jahre.

### Als Medium und Prophetin
Gabriele Wittek berichtete kleinere geistige Erlebnisse aus der Kindheit. Witteks Angaben zufolge sah sie bei einem Besuch beim Vater am ersten Todestag der Mutter (12. November 1971) diese im Zimmer stehen und sie anlächeln. Ihre Angehörigen erklärten das als Einbildung, doch ließ dieses Erlebnis sie nicht mehr los. Etwa um 1972 hatte sie Kontakt zu einem Gebetskreis um eine nicht näher benannte mediale Frau. Nach einem Vierteljahr sah sich Wittek durch diese Frau zum ersten Mal vom „Geist Christi“ angesprochen. Später sollen auch Kontakte mit ihrer verstorbenen Mutter zustande gekommen sein.
Am 6. Januar 1975 soll sie selbst erstmals Botschaften empfangen haben: Plötzlich sah ich an meiner linken Seite eine wunderschöne Gestalt stehen, ein Wesen in leuchtend weißem Kleid. Mein erster Gedanke war: Du bist sicherlich mein Schutzengel, und ich möchte dir für den Schutz danken, den du uns gewährst […] und als ich dies sagte, fielen Worte in mich ein. Sie lauteten sinngemäß: „Danke nicht mir, sondern danke Gott, unserem Herrn, denn Er ist unser Führer und unser Wegbereiter. Wir sind nur Seine Diener.“
Der Absender dieser Kundgaben stellte sich als „Geistlehrer Bruder Emanuel“, „Cherub der Göttlichen Weisheit“ vor, von dem sie nach eigenen Angaben eine jahrelange geistige Anleitung und Schulung erhielt. Nach dem vierten oder fünften Tag soll sie zum ersten Mal Botschaften von Jesus Christus erhalten haben. In der Folge meldeten sich auch Engel, Gott-Vater, der Schutzgeist Hierlya (bzw. „Herlya“) oder 1980 der Bruder Mairadi, ein „Bruder aus dem All“ und Bewohner des Planeten „Maiami-Chuli“.
Als Wittek Anfang 1975 ihre ersten Botschaften empfing, bildete sich ein Kreis von Interessenten in Witteks Haus in Würzburg, denen sie diese Botschaften vermittelte. 1977 folgte eine weitere Gruppe in Nürnberg und die Gemeinschaft verwendete in internen Papieren den Namen Heimholungswerk Jesu Christi (HHW), ab 1979 trat das HHW dann mit Broschüren an die Öffentlichkeit. Am 19. Januar 1980 wurde der Verein Gemeinschaft zur Förderung des Heimholungswerks Jesu Christi, „der Innere Geist = Christus-Kirche e. V.“, gegründet und in Nürnberg eingetragen. Am 26. April 1980 folgte in Stuttgart die eigentliche Gründung des HHW unter dem Namen Heimholungswerk Jesu Christi. Der Innere Geist = Christus-Kirche e. V. Sowohl Wittek als auch ihr Mann waren Gründungsmitglieder. Durch Vorträge Witteks und Werbetätigkeit expandierte das HHW und in den deutschsprachigen Ländern entstanden zahlreiche Gemeinden. 1984 wurde das HHW in Universelles Leben (UL) umbenannt.
Gabriele Wittek behauptete, Botschaften, Schauungen und Hellgefühle nicht wie ein spiritistisches Medium in Voll- oder Teiltrance, sondern bei vollem Wachbewusstsein zu empfangen. Vor 1975 war keinerlei schriftstellerische Tätigkeit Witteks bekannt, seither erschienen bis 2006 mehr als 50 Publikationen. Darüber hinaus verfasste sie zahlreiche Aufsätze und publizierte regelmäßig in den UL-Broschüren Der Prophet und Gabriele-Brief.
Die Main-Post mutmaßte 2013, dass Wittek noch auf dem Gut Terra Nova (heute Hofgut Lumee-Sophia – Die Ur-Quelle des Seins) lebte, nachdem sie in ihrem Haus in Michelrieth nicht angetroffen worden war.

## Benennungen nach Wittek und Personenkult
Innerhalb des Universellen Lebens sind zahlreiche Firmen und Organisationen nach Wittek benannt. Wittek veröffentlichte ihre Publikationen im Gabriele-Verlag Das Wort, an dem zu je 25 Prozent Christine Schulte, Ulrich Seifert, Harald Dohle und sie selbst beteiligt waren. Ihr Hauptwerk ist Das ist Mein Wort – Alpha und Omega, gleichsam die „Bibel“ des Universellen Lebens.
Der Verlag ist zu 100 Prozent an seinem Tochterunternehmen Radio Santec beteiligt und über dieses am Musikverlag Santec Music GmbH und an der Produktionsfirma Bild und Ton – Produktion für das Leben GmbH. Radio Santec strahlt die Botschaften Witteks in mehreren Sprachen über Kurz- und Mittelwellensendungen aus (seit Januar 2011 nur noch Webradio). Außerdem betreibt Radio Santec das Fernsehprogramm Sophia TV. Unter derselben Postadresse angesiedelt ist auch der Verlag Das Weisse Pferd, das eine gleichnamige Zeitschrift und Literatur weiterer Autoren aus dem Umfeld des Universellen Lebens herausgibt.
Die Ende 2000 gegründeten Internationalen Gabriele-Sophia-Stiftungen (bis 2022 Internationale Gabriele-Stiftung) kaufen für das Universelle Leben Landstücke ein, um sie in die Hofgüter Lumee-Sophia und Axis Vitae einzugliedern.
Der Sender Neu-Jerusalem betreibt unter anderem das mehrsprachige Fernsehprogramm Gabriele-TV Afrika.

## Publikationen
- Die Strahlungsfelder. Die Entstehung der Fallwelten und die Zukunft der Menschheit: Eine Offenbarung und eine Prophetie, die die Welt nicht kennt. Gegeben der Prophetin des Herrn durch das Innere Wort im Herbst 1981. Heimholungswerk Jesu Christi, Würzburg 1982.
- Die Christliche Mysterienschule. Die hohe Schule des Geistes. […] Gegeben der Prophetin des Herrn (G. W.) durch das Innere Wort, im Jahre 1981. Heimholungswerk Jesu Christi, Würzburg 1982.
- Das ist Mein Wort – Alpha und Omega – Das Evangelium Jesu – Die Christus-Offenbarung, welche inzwischen die wahren Christen in aller Welt kennen
- Glaubensheilung – die Ganzheitsheilung. Das Wort, Marktheidenfeld 1999, ISBN 978-3-89201-264-1.
- Lerne beten, im wahren Gebet erlebst du Gott, wahres Gebet macht glücklich. Das Wort, Marktheidenfeld 2013, ISBN 978-3-89201-359-4.
- Ein Frauenleben im Dienste des Ewigen - Mein Weg als Lehrprophetin und Botschafterin Gottes in dieser Zeitenwende. Gabriele-Verlag Das Wort, Marktheidenfeld 2016; ISBN 978-3-89201-799-8
- Das Lilienzeitalter, die hohe Zeit – nach der Zeit. Gabriele-Verlag Das Wort, Marktheidenfeld 2023

Die Datenbank der Deutschen Nationalbibliothek listete 2017 mehr als 600 Titel unter ihrem Namen und zahlreichen Pseudonymen auf, unter ihrem bürgerlichen Namen waren es über 90 Titel.